# Ella Hall
Ella Hall (17 de março de 1897 – 3 de setembro de 1981) foi uma atriz de cinema estadunidense da era do cinema mudo, que atuou em 87 filmes entre os anos 1912 e 1933. Ela foi a mãe da atriz de filmes B Ellen Hall. 

## Biografia
Nascida Ella August Hall em Nova Iorque, Nova Iorque, mudou-se para Hollywood, na Califórnia no início da era do cinema mudo, para seguir a carreira cinematográfica. Sua mãe era May Hall (1877–1962), uma atriz que não alcançou notoriedade. Hall teve um casamento com o ator Emory Johnson , com quem teve dois filhos, um deles Ellen Hall, futura atriz de filmes B, e o outro Richard Emory (1919-1994), que também mais tarde teria uma carreira de atuação limitada. 

## Carreira cinematográfica
O primeiro filme em que Ella Hall foi creditada foi em 1913, o curta-metragem Memories, em que personificava a juventude, porém fez filmes anteriores, sem créditos. Sua carreira cresceu após esse filme, e ela atuou em 37 filmes entre 1913 e 1914. Em 1914, personificaria ela mesma no filme da Universal Pictures The Great Universal Mystery, um filme promocional de 10 minutos das estrelas da Universal.
De 1915 a 1919, atuou em mais 39 filmes, e depois houve um intervalo até 1921, quando recebeu outro papel. Sua carreira diminuiu consideravelmente durante esse intervalo, e ela só iria estrelar mais sete filmes. Atuaria ainda em The Flying Dutchman, lançado em 1923, seu último filme mudo. Ella Hall produziu um único filme, New Love for Old, em 1918, para a Universal Pictures.
Após o início do cinema sonoro, atuou em apenas três filmes, em papéis não-creditados. Teve um papel menor no filme de Cecil B. DeMille em 1930, Madam Satan, depois em Taxi! (no Brasil, “Peso do Ódio”), em 1932, e sua última atuação foi em 1933, no filme The Bitter Tea of General Yen, como Mrs. Amelia Hansen, não creditada.

## Morte
Na época de sua morte, estava residindo em Los Angeles, Califórnia. Foi sepultada no Forest Lawn Memorial Parking, em Glendale, Los Angeles. Sua filha Ellen Hall (Langer), que viveu de 1923 a 1999, está sepultada junto a ela.

## Filmografia parcial

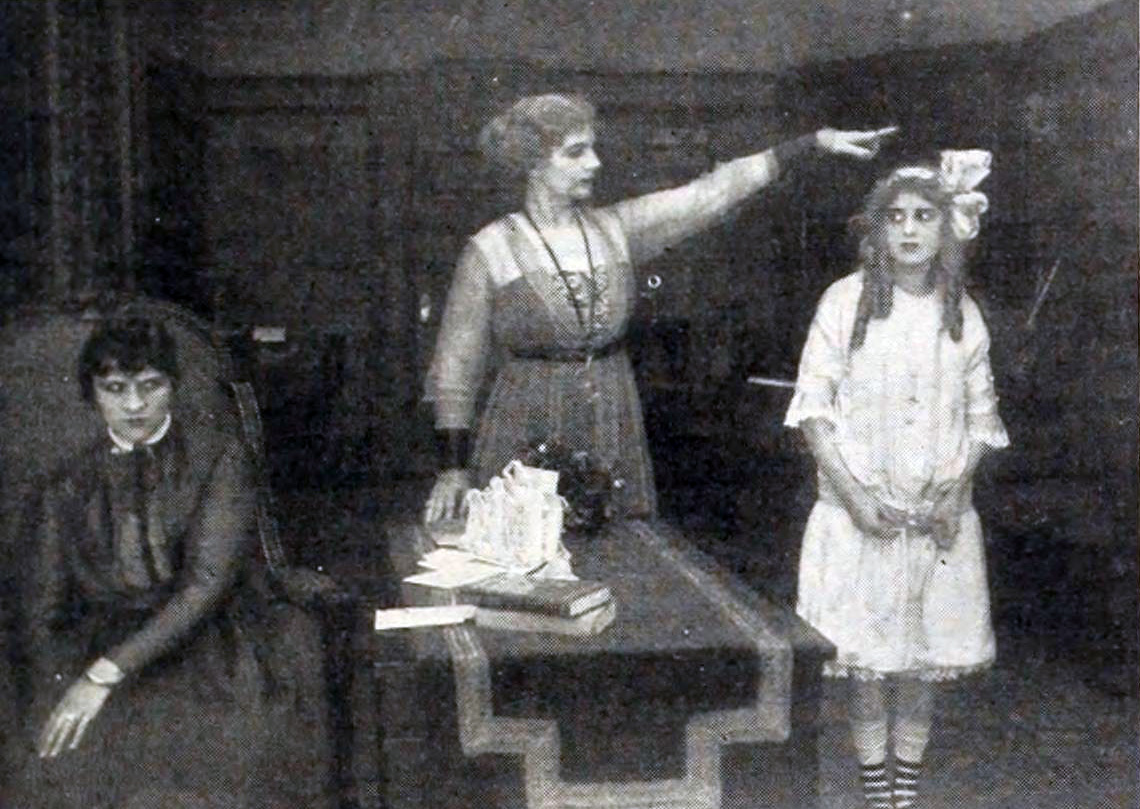
The Love Girl (1916)

- The Master Key (1914)
- Secret Love (1916)
- Which Woman? (1918)
- Three Mounted Men (1918)
- The Great Reward (1921)
- The Flying Dutchman (1921)
- Madam Satan (1930)
- Taxi! (1932)

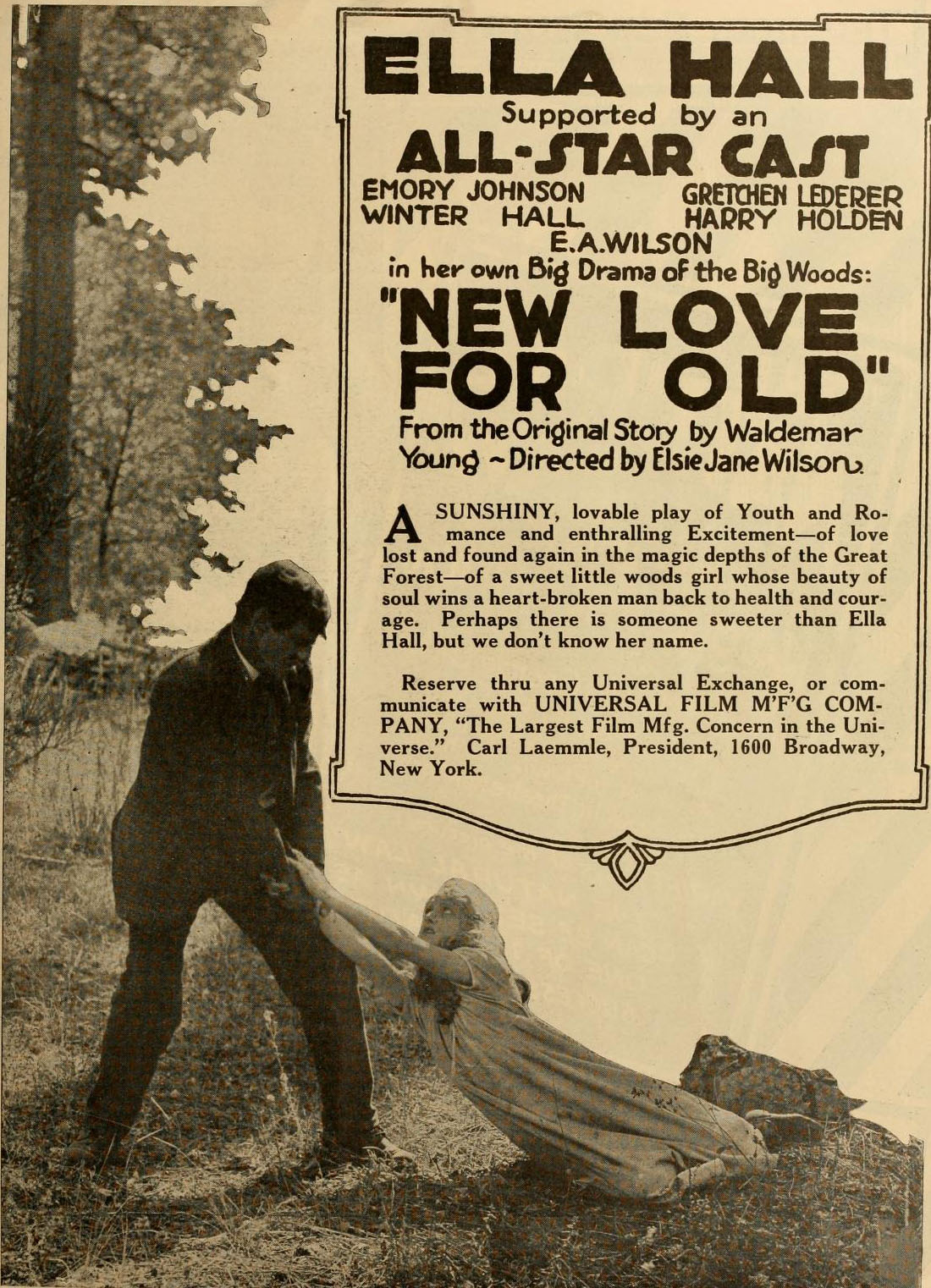
New Love for Old (1918)

- The Bitter Tea of General Yen (1933)